# Falko Behrendt
Friedrich Richard Falko Behrendt (* 11. Mai 1951 in Torgelow) ist ein deutscher Maler und Grafiker.

## Leben und Werk
Behrendt machte in Torgelow das Abitur mit Berufsausbildung zum Betriebsschlosser. 1970 begann er an der Hochschule für Verkehrswesen Dresden ein Studium der Verkehrskybernetik, wechselte 1971 an die Hochschule für Bildende Künste in Dresden, wo er bei Gerhard Kettner, Herbert Kunze und Günter Horlbeck studierte. 1975 schloss er sein Studium als Diplom-Maler und -Grafiker ab und zog nach Neubrandenburg, wo er als freischaffender Künstler arbeitete. Behrendt war bis 1990 Mitglied des Verbands Bildender Künstler der DDR und Mitglied der Zentralen Grafikgruppe des Verbands. 1980 reiste Behrendt als Abgesandter des VBK mit Edmund Bechtle, Uwe Bullmann, Christian Heinze und Günther Rechn durch palästinensische Gebiete, wobei sie auch Yasser Arafat trafen. Behrendt hatte in der DDR und im Ausland eine bedeutende Zahl von Einzelausstellungen und Ausstellungsbeteiligungen, u. a. 1977/1978, 1982/1983 und 1987/1988 an den Kunstausstellungen der DDR in Dresden.
Nach der deutschen Wiedervereinigung erhielt er 1990 ein Arbeitsstipendium der Dr.-Hans-Hoch-Stiftung in Neumünster und 1991 von der Kulturstiftung Nordrhein-Westfalen.
Seit 1991 lebt und arbeitet Behrendt in Lübeck. Er ist Mitglied im Verein für Original-Radierung.

## Öffentliche Sammlungen und Museen mit Werken Behrendts
Arbeiten von Falko Behrendt sind in zahlreichen öffentlichen Sammlungen vertreten, so im Kupferstichkabinett Berlin, Kunstsammlung der Veste Coburg, Brandenburgische Kunstsammlungen Cottbus, Kupferstichkabinett Dresden, Sammlung Deutsche Bank in Frankfurt am Main, Museum Junge Kunst in Frankfurt (Oder), Museum der Bildenden Künste in Leipzig, den Graphischen Sammlungen der Magdeburger Museen, Kunstsammlung Neubrandenburg, Sammlung Schreiner in der Ludwig-Stiftung in Nürnberg, Ludwiggalerie Schloss Oberhausen, Klingspor-Museum in Offenbach, Kunsthalle Rostock, Stadtmuseum Schleswig, Staatliches Museum Schwerin, Herzog August Bibliothek in Wolfenbüttel und im Otto-Lilienthal-Museum in Anklam.

## Werke (Auswahl)
- Kinderträume (um 1977, Farbradierung; aus der Folge Brandenburger Monatsbilder)[3]
- Im Lazarett (1980/1982, Radierung; aus der Folge Unweit Baalbecks)[4]
- Prometheus (1982, Radierung, 48 × 35 cm)[5]
- Das bewusste Thema (1984, Radierung; Illustration zu Majakowski)[6]
- Zyklus „Luft- und Raumfahrtgeschichte“[7]

## Ehrungen (Auswahl)
- 1978: Preisträger der Ausstellung „Junge Künstler der DDR“ in Frankfurt/Oder
- 1980/1983: Förderpreis des Staatlichen Kunsthandels der DDR „100 ausgewählte Graphiken“
- 1981: 1. Preis im Grafikwettbewerb zum X. Parteitag der SED
- 1984: Kunstpreis des Rates des Bezirks Neubrandenburg
- 1986: Kunstpreis des FDGB
- 1987: Johannes-R.-Becher-Medaille in Silber
- 1990: Graphikpreis des Kunstvereins Eisenturm in Mainz
- 1999: Graphikpreis der Internationalen Senefelder Stiftung

## Buchillustrationen
- Falko Behrendt: Erzähllandschaften. Text Helmut Schumacher. ISBN 3-927212-14-8
- Falko Behrendt: Gärten und Häfen. Galerie Edition Copenhagen 1999.